# Kiel (Bergisch Gladbach)
Kiel ist ein Ortsteil im Stadtteil Bärbroich von Bergisch Gladbach.

## Geschichte
Der Name Kiel wird im Urkataster als „Aufm Kiel“ verzeichnet. Es handelt sich dabei um eine frühneuzeitliche Siedlungsgründung. Die früher in der Gemeinde Immekeppel gelegene Hofstelle hatte sich bis 1905 zu einem kleinen Weiler mit drei Gehöften und 19 Einwohnern entwickelt. Der Siedlungsname Kiel erklärt sich von dem neuhochdeutschen Wort Keil und meint damit ein keilförmiges Feld- oder Flurstück.